# Nanocnide lobata
Nanocnide lobata là loài thực vật có hoa trong họ Tầm ma. Loài này được Hugh Algernon Weddell mô tả khoa học đầu tiên năm 1869 theo mẫu vật thu được trên quần đảo Lưu Cầu (in insulis sinensibus Loo-Choo).